# Henri Willem Hoesen

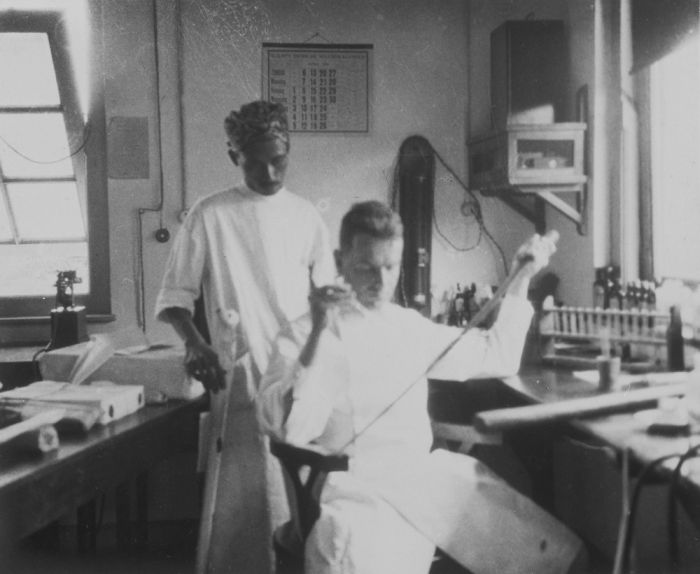
Henri Willem Hoesen (vorne)

Henri Willem Hoesen (* 6. Mai 1885 in Fort de Kock; † 21. Dezember 1970 in Rotterdam) war ein niederländischer Arzt.

## Biographie
Hoesen arbeitete als Assistent von Professor Rudolf Hendrik Saltet an der Universität Amsterdam, bis er 1912 als Amtsarzt nach Java ging und dort in der Bekämpfung der dritten Pestepidemie eingesetzt wurde. Zwei Jahre später kehrte er 1914 wieder zurück zu den Niederlanden und promovierte am 2. Juni 1917 mit der Doktorarbeit Gegevens omtrent de indicatoren der rattenpest op Java (Ergebnisse betreffend der Indikatoren der Rattenpest auf Java). Ein halbes Jahr später zog er mit seiner Frau erneut nach Java und wurde 1921 Direktor vom Geneeskundig Laboratorium, das später nach dem Entdecker des B1-Vitamins, Christiaan Eijkman, in Eijkman Instituut umbenannt wurde.
Im August 1924 kehrte Hoesen nach Rotterdam zurück, um dort als Hygieneinspektor tätig zu werden. Das Gesundheitsamt zu der Zeit erst fünf Jahre alt und war eine Gegenmaßnahme zur Spanischen Grippe. Im Jahre 1929 war er an der Bekämpfung einer vermeintlichen Pocken-Epidemie beteiligt.   
Am 1. November 1950 ging Hoesen in den Ruhestand.